# Фотис Янкулас
Фотис Янкулас (на гръцки: Φώτης Γιαγκούλας) е прочут гръцки разбойник от началото на XX век.

## Биография
Фотис Янкулас е роден в сервийското македонско село Метаксас. В първата половина на XX век става разбойник и върши убийства и грабежи в Олимп, Катеринско, Еласонско и Кожанско. Приятел е с друг виден разбойник Томас Кантарас. За кратко време бандата му успява да се превърне в страха и ужаса на Олимп, тероризирайки планинарите. Убит е на 20 септември 1925 година в битка, продължила 8 часа с жандармеристи в местността Клефтовриси край Вронденския пролом в Олимп. Убити са и другарят му Пандос Бабанис, разбойникът Цамитрас и жандармеристът Константинос Салиорас. Главите на бандитите са изложени на стълб пред сградата на съда в Катерини, за да се обезсърчи по-нататъшното формиране на разбойнически банди. Главата на Янкулас, заедно с неговия легендарен нож Пардала, с който се смята, че е заклал 54 души, са изложени в Музея на криминологията на Атинския университет.

## В изкуството
През 1925 година животът и действията на Янкулас стават основа за сюжета на филм на Димитрис Каминакис, озаглавен „Бандитът Янкулас” (Ο λήσταρχος Γιαγκούλας) - един от първите гръцки филми.